# Чичканське сільське поселення
Чичка́нське сільське поселення (рос. Чичканское сельское поселение) — муніципальне утворення у складі Комсомольського району Чувашії, Росія. Адміністративний центр — село Чурачики.

## Населення
Населення — 1391 особа (2019, 1539 у 2010, 1528 у 2002).

## Склад
До складу поселення входять такі населені пункти:
| Населений пункт   | Населення, осіб (2002) | Населення, осіб (2010) |
| ----------------- | ---------------------- | ---------------------- |
| Чичкани, присілок | 845                    | 843                    |
| Чурачики, село    | 683                    | 696                    |